# Wild (film 2016)
Wild è un film del 2016 scritto e diretto da Nicolette Krebitz. La pellicola è stata presentata al Sundance Film Festival 2016.

## Trama
Una ragazza fugge dalla civiltà e trova il vero amore in un lupo.

## Accoglienza
Il film ha ricevuto 4 riconoscimenti alla 67ª edizione dei Deutscher Filmpreis: i premi per miglior attore non protagonista (Georg Friedrich), miglior fotografia (Reinhold Vorschneider), miglior suono (Rainer Heesch, Martin Steyer, Christoph Schilling) e un Lola di bronzo per il miglior lungometraggio.